# Horgas Eszter
Horgas Eszter (Budapest, 1965. július 19. –) magyar fuvolaművész.

## Életrajz
Édesapja Horgas Béla költő, édesanyja Levendel Júlia író, így már gyermekkorában kapcsolatba került az irodalommal és a zenével. Testvérei Ádám rendező, Péter díszlettervező, Judit pedig irodalmár.
Már az általános iskolában tudta, hogy zenész lesz. Hatéves kora óta tanult zenét, a fuvolát tízévesen vette kézbe. A Városmajor utcai Általános Zeneiskola (ma a Solti György Zeneiskola XII/1. tagozata) után felvették a Bartók Béla Konzervatóriumba. Tizennyolc éves kora óta szerepel színpadon. A Liszt Ferenc Zeneművészeti Főiskolán diplomázott. Kovács Lóránt és Sebők Erika fuvolaművészek, illetve Kurtág György és Rados Ferenc kamarazene-professzorok tanították. 1987-től gyakori szereplő volt a Liszt Ferenc Kamarazenekar és a Budapesti Fesztiválzenekar fellépésein. 1987-ben Adorján András, 1989-ben Jean-Pierre Rampal fuvolaművészeknél is tanult mint ösztöndíjas. 1991–1995 között az Arvisura Színház zenésze.
1992-től 1997-ig volt tanszakvezető a Weiner Leó Zeneiskola és Zeneművészeti Szakközépiskola fafúvós tanszakán, de azóta is ott tanít. Növendéke volt például Pálhegyi Máté.
1992-ben alapította meg a Forrás Kamarazenei Műhelyt, melynek tagjai Kurtág György és Rados Ferenc növendékeiből jöttek össze. Első koncertjüket a Zeneakadémián 1993. január 10-én tartották, amelyet közvetített a Magyar Rádió. A céljuk a kamarazenélés lehetőségeinek kiaknázása volt, koncertek széles körű létrehozásával. 2000 januárjában Vukán Györggyel megalakította a ClassJazz Band-et, hogy Magyarországon meghonosítsa és népszerűsítse a crossover műfaját. 2001-ben, két egymást követő estén, január 5-én és 6-án nagy sikerrel játszott együtt az együttes Winand Gábor énekessel és Tony Lakatos világhírű szaxofonművésszel Zeneakadémiai hangversenyén, mely koncert CD-n is megjelent.
1994–2000 között rendszeresen koncertezett szólistaként és zenekari közreműködőként is. 2001-től kezdődően látott napvilágot CD sorozata, a Horgas Eszter arcai. 2001-ben Latin Fiesta címmel tartott telt házas előadást két estén keresztül az Erkel Színházban. 2002-ben elnyerte az Artisjus előadói díját. Al Di Meola gitárossal 2003-ban a Budapest Arénában lépett fel, a „Carmen” előadást 10 000 fő látta. A 2004-ben megjelent Mozivarázs stúdióalbum bekerült a Fonogram "az év hazai jazzalbuma" kategória legjobbjai közé. 2006-ban Vivaldi hegedűre írt Négy Évszak című művét átdolgozta fuvolára. 2007-ben került sor a „Charlotte” önálló estének bemutatójára, melyhez egy saját történetet dolgozott ki. 2008-ban ismét Al Di Meolával lépett színpadra, a „Carmen” folytatásaként készült az „Ő és Carmen”-nel, mely CD-n is megjelent, s két hét leforgása alatt vált platinalemezzé. 2009-ben elnyerte a Magyar Köztársasági Érdemrend lovagkeresztjét, a szakmai zsűri pedig "Az év hazai gyermekalbuma" kategória legjobbjai között jelölte a „Karácsony Angyala” című CD-jét, ami további különlegessége, hogy a fölhangzó gyerekkórusban több zenész gyermeke között ott vannak Horgas Eszter lányai is. 2010-ben bemutatta a Full Till tangót a ClassJazz Band, Meskó Ilona (zongora), Kurucz Krisztián (zongora), Gazda Bence (hegedű) és Milos Punisic (harmonika) közreműködésével, melyből elkészült 23. lemeze. 2011-ben Natalie Cole vendége volt a Budapest Arénában. Ugyanettől az évtől művészeti vezetője a Partitúra Összművészeti Kurzusnak. 2012-ben mutatta be Szeretni Bolondulásig címmel új műsorát, melyben régi filmzenei slágerek hallhatók fuvolára, Botos Éva színész-énekes énekhangjára, harmonikára és a ClassJazz Band együttesre hangszerelve. 2013-ban volt a Hét boszorka színpadi bemutatója is. A valójában nyolc "boszorka", kik közül mindig heten vannak jelen: Horgas Eszter, Básti Juli, Botos Éva, Polyák Lilla, Pokorny Lia, Tompos Kátya, Falusi Mariann, Ágoston Katalin. Az előadásban a Bozsik Yvette Társulat táncosai is részt vesznek. 2013-ban került sor a Francia szerelem bemutatójára a Talamba ütőegyüttessel. Ebben francia zeneszerzők művei hangzanak el közel 200 ütőhangszerre és fuvolára. 2014 szeptemberében volt a Falusi Mariannal közös A Föld hangjai című estjének premierje az Uránia Nemzeti Filmszínházban.
Horgas Eszter szereplője volt a Gyulai Várszínház több sikeres bemutatójának is. A Színházi adattárban 5 előadásban regisztrálták.
2008-ban Hangok mögötti világom címmel a Kossuth kiadó gondozásában jelent meg naplószerű önéletrajzi írása. E mellett 2014-ig 25 CD-n, 2 DVD-n jelent meg és 6 élő koncertjét közvetítették országos televíziós csatornák. Évente közel száz koncertet ad nemzetközi és a hazai színpadokon egyaránt. Fontos szerepet játszik életében előadói, alkotói tevékenysége mellett a tehetséggondozás és a művészetek komplex alkalmazása. Nagy vágya egy olyan intézmény létrehozása, ahol meg lehetne valósítani az összművészeti képzést.
2015-ben zsűritagként látható a Hungary's Got Talent című tévéshow-műsorban.
Volt férje Somogyi István táltos, színházi rendező, akitől két lánya született, Anna és Lili.
Első alkalommal 2011 júliusában rendezte meg Horgas Eszter a Partitúra Kurzust, ami tulajdonképpen egy összművészeti műhelymunkára alapozott – kezdetben 7, majd 2013-tól – 10 napos, korlátozott létszámú komplex művészeti nyári tábor Balatonfüreden. Horgas Ádám a kezdetek óta fő közreműködője.
A képzés lényege, hogy a 9-12-15-25 év közötti résztvevők – korcsoportok szerint – különféle művészeti ágakon keresztül megismerjék magukat, megtapasztalják, hányféle útja van az önkifejezésnek, betekintést nyerjenek a zeneművészet, a színjátszás, a mozgás, a filmkészítés, a képzőművészet világába minden évben egy téma köré összpontosítva. A műhelymunka során elkészült műveket a fiatal művészek a kurzuszáró nyílt előadáson adják elő évről évre.

## Lemezei

### CD
| - Capricco, Horgas Eszter-Vigh Andrea duó lemez (1996) - Jakobi, Horgas Eszter-Vigh Andrea duó lemez (1997) - Martinu, Bohuslav: Kamarazene (Hungaroton, 1997) - Két hindu mese meselemez - Szávitri (Hungaroton, 1997) - Crossover (Horgas Eszter arcai I., 2001) - Crossover plus (2001) - Hazafelé (Horgas Eszter arcai II., 2001) - Spanish Night (Horgas Eszter arcai III., 2002) - Spanish night plus (2002) - Latin Fiesta (Horgas Eszter arcai IV., 2003) - Gentle love (2003) - Guide to Gramy Records válogatás, Djabe, Horgas Eszter, Johanna Beisteiner, Kovács Ferenc (2003) - Mozivarázs (2004) | - Természetes halál, Helyey László és Papp Zoltán színészekkel (2005) - Play Bach, Horgas Eszter-Vukán György duó (2005) - Play Gershwin, Horgas-Vukán duó (2005) - forEver, Vukán György-Horgas Eszter-Szakcsi Lakatos Béla (2006) - Play Chopin, Horgas-Vukán duó (2007) - Mária (Égi szerelem), Malek Miklós, Horgas Eszter (2007) - Ő és Carmen, Al Di Meolával (2008) - Izrael állam 60. születésnapjára (1948-2008) irodalmi CD, Garai Róbert, Horgas Eszter (2008) - Vivaldi: Four Seasons (2009) - Karácsony Angyala (2009) - Full Tilt Tangó (2010) - Szeretni bolondulásig (2011) - Francia szerelem, a Talamba ütőegyüttessel (2014) |

### DVD
- Charlotte (2008)
- La Boheme (2007)

## Televíziós koncertközvetítések
- Latin fiesta, Erkel Színház (TV2, 2001)
- Carmen, Papp László Budapest Sportaréna (M1, 2003)
- Maria, Papp László Budapest Sportaréna (Duna TV, 2005)
- Bohémélet, Visegrádi Nemzetközi Palotajátékok,[29] szabadtér (Duna TV, 2007)
- Charlotte, Művészetek Palotája (M1, 2007)
- Ő és Carmen, SYMA Rendezvény és kongresszusi központ (M1, 2008)

## Könyv
- Hangok mögötti világom (Kossuth kiadó, 2008)

## Díjak, elismerések
- Országos Fuvolaverseny győztese (1979)[30]
- Országos Kamaraverseny, I. díj (1983)[30]
- Nemzetközi Fuvolaverseny, Hollandia, különdíj (1988)[30]
- Artisjus-díj (2002)
- A Magyar Köztársasági Érdemrend lovagkeresztje (2009)
- Budapest díszpolgára (2018)[31]